# Rogeria germaini
Rogeria germaini é uma espécie de formiga do gênero Rogeria, pertencente à subfamília Myrmicinae.